# Vít II. z Ponthieu

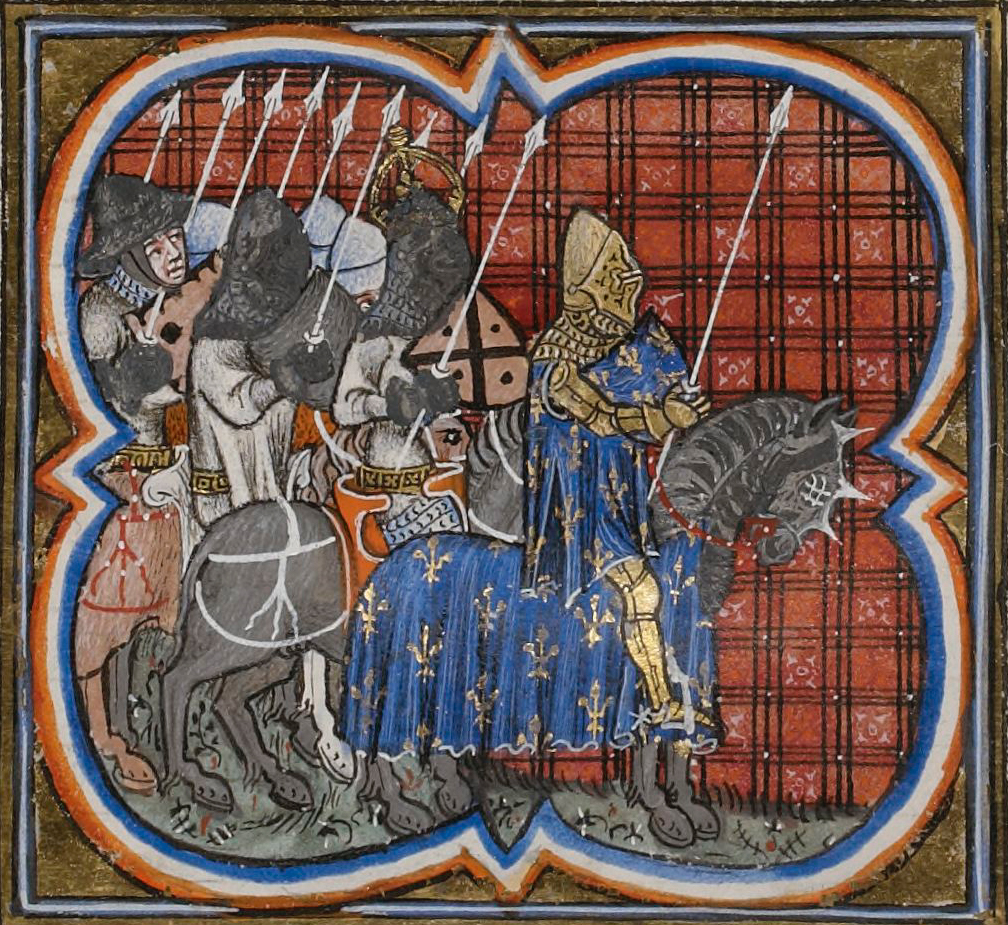
Křižácké vojsko (středověká iluminace)

Vít II. z Ponthieu (pikardsky Dji II éd Pontiu, francouzsky Guy II de Ponthieu; 1120? – 25. prosince 1147 Efez) byl hrabě z Ponthieu a účastník křížové výpravy.
Byl synem Viléma I. a Heleny, dcery Oda Burgundského a již před rokem 1129 od otce dostal hrabství Ponthieu. Byl příznivcem cisterciáckého řádu, roku 1137 založil fundaci ve Valloires a roku 1146 se přidal ke křížové výpravě francouzského krále Ludvíka VII, která se mu stala osudnou. Zemřel v prosinci 1147 v Efezu a následníkem se stal syn Jan I.